# Revolutionäre Demokratische Front der Äthiopischen Völker
Die Revolutionäre Demokratische Front der Äthiopischen Völker (amharisch የኢትዮጵያ ሕዝቦች አብዮታዊ ዲሞክራሲያዊ ግንባር Yä-Ityopya Həzbočč Abyotawi Demokrasiyawi Gənbar, kurz Ih'adeg; englisch Ethiopian Peoples’ Revolutionary Democratic Front, EPRDF; auch als Ethiopian People’s Revolutionary Democratic Front, zu deutsch Revolutionäre Demokratische Front des äthiopischen Volkes, angegeben) war eine Parteienkoalition, die Äthiopien von 1991 bis 2019 regierte.
Sie umfasste die Volksbefreiungsfront von Tigray (TPLF) aus der Region Tigray, die 1991 das Regime von Mengistu Haile Mariam stürzte, und drei verbündete Parteien in anderen Regionen. Diese drei anderen Parteien schlossen sich am 1. Dezember 2019 zur Wohlstandspartei zusammen. In den übrigen Regionen des Landes regierten Parteien, die der EPRDF nicht angehörten, sich jedoch der Wohlstandspartei anschlossen.

## Politische Ideologien
Die Ideologie der einzelnen Koalitionspartner waren zusammengefasst insgesamt demokratisch-sozialistisch, sozialdemokratisch, regionalistisch und föderalistisch. Das Bündnis betonte das Selbstbestimmungsrecht der einzelnen Völker in Äthiopien.
Die Koalition bekannte sich später zu einer Marktorientierung. Sie hat im Land eine politische Dezentralisierung und die Öffnung hin zu einer Mehrparteiendemokratie eingeleitet. Aus dem im Kaiserreich Abessinien und unter dem Militärregime unitaristischen, zentralistischen Staat wurde eine föderale Republik geformt, in der die Regionalstaaten eigene Parlamente und Regierungen haben. Trotz der Dezentralisierung der Staats- und Verwaltungsstrukturen war die EPRDF im Grunde aber eine zentralistische Partei geblieben.
Die Revolutionäre Demokratische Front der Äthiopischen Völker verfolgte in den 28 Jahren ihrer Regierungszeit eine Politik der sogenannten Industrialisierung durch die Führung der Agrikulturellen Entwicklung (ADLI), die sich am Vorbild der maoistischen Wirtschaftspolitik der frühen Jahre des kommunistischen China orientiert. Zugleich hielt die Regierungskoalition daran fest, dass Boden und Grund in Staatsbesitz bleiben muss. Trotz aller Bekenntnisse zu einer Wirtschaftsordnung des Marktes wurde in der von der EPRDF dominierten Verwaltung private Initiative eher behindert.

## Zusammensetzung
Die EPRFD war eine Allianz von vier Parteien, der Demokratischen Organisation des Oromovolkes (OPDO) in Oromia, der National-Demokratischen Bewegung der Amharen (ANDM) in Amhara, der Demokratischen Front der Südäthiopischen Völker (SEPDF) in der Region der südlichen Nationen, Nationalitäten und Völker und der Volksbefreiungsfront von Tigray (TPLF). 
In diesem Verband hatte die TPLF zumindest bis 2012 die führende Rolle inne, obwohl sie nur eine relativ kleine Ethnie vertrat. Sie gab in mehreren Fällen den Anstoß zur Gründung anderer Regionalparteien und stellte sowohl den langjährigen Ministerpräsidenten Äthiopiens, Meles Zenawi als auch mehrere wichtige Minister des Landes.
Die einzelnen Parteien der Revolutionären Demokratischen Front der Äthiopischen Völker hatten nach eigenen Angaben 2013 6,5 Millionen Mitglieder und regierten jeweils auch in ihren Regionen.
Die EPRDF wurde von einem Zentralkomitee sowie einem Politbüro geleitet, die wiederum von den alle drei Jahre tagenden Parteikongressen gewählt wurden. Die Parteien folgten in ihren Organisationsstrukturen dem gleichen Muster. Gliederungen auf der Basisebene gab es bei den Mitgliedsparteien der EPRDF nicht nur auf Orts-, sondern auch auf Betriebsebene. In allen großen Betrieben und Verwaltungen hatte die Partei ihre Organisationseinheiten, die dafür sorgten, dass die Mitglieder ihren einkommensabhängigen Monatsbeitrag zahlen. In den meisten Verwaltungen bis auf die Ortsebene (Kebeles) hinab waren die Verwaltungsleiter zugleich auch die Parteichefs. Staats- und Parteistrukturen waren – jedenfalls bis zur Wahl 2005 – eng miteinander verwoben.

## Beziehungen zu anderen Parteien
Die übrigen fünf Regionen werden von Parteien regiert, die von der TPLF/EPRDF gegründet wurden und mit ihr verbündet sind. So gründete die TPLF in der Afar-Region die Demokratische Organisation des Afar-Volkes (APDO) als ihren Partner unter den Afar, später wurde diese mit anderen Parteien zur Nationaldemokratischen Partei der Afar ANDP vereinigt. In der Somali-Region ist seit 1998 die Demokratische Partei des Somali-Volkes (SPDP) der regionale Partner der EPRDF, in Harar ist dies die Nationalliga der Harari, in Gambela die Demokratische Bewegung der Völker Gambellas (GPDM) und in Benishangul-Gumuz die Demokratische Einheitsfront der Völker von Benishangul-Gumuz (BGPDUF).
Die EPRDF pflegt zwar gute Kontakte zu kommunistischen Parteien wie der der Kommunistischen Partei Chinas, sie gehört aber keinem internationalen Parteienverbund an.

## Geschichte
Die Volksbefreiungsfront von Tigray (TPLF) wurde 1975 als ethnisch-regionale Organisation von militanten Studenten in Tigray gegründet, um das Derg-Regime zu bekämpfen. 1980 organisierte sie aus Teilen der Äthiopischen Revolutionären Volkspartei die National-Demokratische Bewegung der Amharen oder Äthiopische Nationale Demokratische Bewegung (ANDM bzw. ENDM). 1989 konnte die TPLF die Tigray-Region unter ihre Kontrolle bringen. Im selben Jahr gründete sie aus Oromo-Mitgliedern der ENDM sowie Oromo-Kriegsgefangenen die Demokratische Organisation des Oromovolkes (OPDO), die seit 1991 die Region Oromia regiert. 1994 kam die Demokratische Front der Südäthiopischen Völker (SEPDF) für die Region der südlichen Nationen, Nationalitäten und Völker hinzu. Diese umfasste zunächst Kriegsgefangene aus dieser Region, die von der TPLF/EPRDF darauf vorbereitet wurden, ihre Volksgruppen zu mobilisieren und zu regieren.
Bis zur Aufnahme der Regierungsgeschäfte im Jahr 1991 war die 1989 von TPLF und EPDM gegründete EPRDF ein Bündnis von Rebellengruppen, welche gegen das kommunistische Derg-Militärregime kämpften. Wenig später kamen die OPDO und die nach der Regierungsübernahme wieder aufgelöste Revolutionäre Bewegung der Demokratischen Äthiopischen Offiziere (Ethiopian Democratic Officers Revolutionary Movement, EDORM) hinzu. Mit der offiziellen Gründung der EPRDF gab die TPLF das Ziel einer Unabhängigkeit der Region Tigray auf, um stattdessen eine Führungsrolle innerhalb Äthiopiens zu übernehmen.
Das politische Programm des Bündnisses wurde von einem marxistisch-leninistischen Ansatz zu einem sozialdemokratischen Ansatz weiterentwickelt. Die EPRDF reformierte die Verwaltungsgliederung Äthiopiens und führte den „ethnischen Föderalismus“ ein, der den neun ethnisch definierten Bundesstaaten weitreichende Rechte zugesteht. Kritiker dieses Systems sind der Ansicht, dass es die Einheit des Landes schwäche und in Wirklichkeit die Kontrolle der TPLF/EPRDF über das Land zementiere.
Auf nationaler Ebene hatte dieses Parteienbündnis nach der Wahl vom Mai 2000 insgesamt 472 der 527 Sitze im Volksrepräsentantenhaus, dem äthiopischen Unterhaus im Parlament, inne.

## Politische Entwicklung ab 2005
Die politischen Gegner des Bündnisses agierten zunehmend gemeinsam, und bei den Wahlen 2005 konnten sie Gewinne in einem Ausmaß verzeichnen, welches die Wahlbeobachter und die Kandidaten der Opposition selbst überrascht hat. Die beiden wichtigsten Oppositionsgruppen waren die Koalition für Einheit und Demokratie (Qinijit) und die Vereinigten Äthiopischen Demokratischen Kräfte (UEDF), jeweils ebenfalls Bündnisse aus verschiedensten oppositionellen Parteien.
Die Ergebnisse der Wahlen 2005 wurden nicht von allen konkurrierenden Parteien akzeptiert. Diese Uneinigkeit führte zu einer anhaltenden Krise und Unruhen, in deren Verlauf mehr als 100 Menschen, einschließlich zweier gewählter Parlamentarier, getötet wurden. Die EPRDF beanspruchte 327 der 547 Sitze für sich. Die Opposition, die der Regierung Betrug und Einschüchterung vorwarf, beanspruchte die Mehrheit für die zwei größten Oppositionsbündnisse. Die Betrugsvorwürfe wurden laut, nachdem das National Election Board, vom Premierminister berufen, die Veröffentlichung des Wahlergebnisses über Monate hinauszögerte. Dies geschah, nachdem sich ein Wahlsieg der beiden Oppositionsbündnisse abzeichnete. Als die Auszählung wieder aufgenommen wurde, erklärte sich die EPRDF zum Wahlsieger.
Human Rights Watch warf der EPRDF vor, im Vorfeld der Wahlen 2010 umfangreiche Repression zu betreiben, um einen möglichen Wahlerfolg der Opposition bereits im Vorfeld zu vermeiden. Neben direkter Unterdrückung nutze die Partei ihre politische Kontrolle auf der Ebene von Woredas und Kebeles, um Kritikern den Zugang zu staatlichen Ressourcen und Hilfsprogrammen zu verwehren. Medien und Zivilgesellschaft würden über verschärfte Gesetze eingeschränkt.
Bei den Wahlen im Juli 2021 gewann die EPRDF mehr als 400 der 436 zu vergebenden Mandate und blieb damit die stärkste Partei im Land.